# Anaphes conotracheli
Anaphes conotracheli är en stekelart som beskrevs av Girault 1905. Anaphes conotracheli ingår i släktet Anaphes och familjen dvärgsteklar. Inga underarter finns listade i Catalogue of Life.